# Врхи Винагорски
Врхи Винагорски (хрв. Vrhi Vinagorski) је насељено место у граду Преграда, Крапинско-загорска жупанија, Хрватска.

## Историја
До територијалне реорганизације у Хрватској били су у саставу старе општине Преграда.

## Становништво
У попису становништва из 2011. године, Врхи Винагорски су имали 124 становника.
| Број становника према пописима | Број становника према пописима | Број становника према пописима | Број становника према пописима | Број становника према пописима | Број становника према пописима | Број становника према пописима | Број становника према пописима | Број становника према пописима | Број становника према пописима | Број становника према пописима | Број становника према пописима | Број становника према пописима | Број становника према пописима | Број становника према пописима | Број становника према пописима |
| ------------------------------ | ------------------------------ | ------------------------------ | ------------------------------ | ------------------------------ | ------------------------------ | ------------------------------ | ------------------------------ | ------------------------------ | ------------------------------ | ------------------------------ | ------------------------------ | ------------------------------ | ------------------------------ | ------------------------------ | ------------------------------ |
| 1857                           | 1869                           | 1880                           | 1890                           | 1900                           | 1910                           | 1921                           | 1931                           | 1948                           | 1953                           | 1961                           | 1971                           | 1981                           | 1991                           | 2001                           | 2011                           |
| 285                            | 308                            | 338                            | 337                            | 390                            | 420                            | 449                            | 450                            | 477                            | 423                            | 357                            | 308                            | 258                            | 184                            | 137                            | 124                            |

Напомена: До 1900. исказивано под именом Врхи Виногорски.